# Daniel Chávez
Daniel Chávez Castillo (ur. 8 stycznia 1988 w Callao) – peruwiański piłkarz występujący na pozycji napastnika. Obecnie jest zawodnikiem KVC Westerlo.

## Kariera klubowa
Chávez karierę rozpoczynał w klubie Academia Cantolao. W 2006 roku trafił do belgijskiego Club Brugge. W Jupiler League zadebiutował 28 lipca 2006 w wygranym 5:0 meczu z KAA Gent. W tamtym spotkaniu strzelił także gola, który ustalił wynik pojedynku na 5:0. W sezonie 2006/2007 zagrał w trzech ligowych meczach i zdobył w nich jedną bramkę. W tamtym sezonie zdobył także z klubem Puchar Belgii. Natomiast w lidze zajął z klubem 6. miejsce. W sezonie 2007/2008 rozegrał siedem ligowych spotkań, a wraz z zespołem uplasował się na 3. pozycji w rozgrywkach Jupiler League. W sezonie 2008/2009 zaliczył 16 meczów i strzelił 4 gole, a w lidze ponownie zajął z klubem 3. lokatę. W 2010 roku przeszedł do KVC Westerlo.

## Kariera reprezentacyjna
W reprezentacji Peru Chávez zadebiutował 27 marca 2008 w wygranym 3:1 towarzyskim meczu z Kostaryką. Obecnie powoływany jest do kadry na mecze eliminacji Mistrzostw Świata 2010.